# سادل روك (نيويورك)
سادل روك (بالإنجليزية: Saddle Rock, New York)‏ هي منطقة سكنية تقع في الولايات المتحدة في مقاطعة ناسو، نيويورك. يقدر عدد سكانها بـ 830 نسمة ومساحتها 0.7 كم2 وترتفع عن سطح البحر 24 متر.

## التركيبة السكانية
حدّد مكتب تعداد الولايات المتحدة بيانات التركيبة السكانية لسادل روك في تعداد الولايات المتحدة. في ما يلي، التركيبة السكانية حسب تعدادي 2000 و2010.

### تعداد عام 2000
بلغ عدد سكان سادل روك 791 نسمة بحسب تعداد عام 2000، وبلغ عدد الأسر 265 أسرة وعدد العائلات 236 عائلة مقيمة في القرية. في حين سجلت الكثافة السكانية 1,146.4 نسمة لكل كيلومتر مربع (2,969.2/ميل2). وبلغ عدد الوحدات السكنية 275 وحدة بمتوسط كثافة قدره 398.6 لكل كيلومتر مربع (1,032.4/ميل2).
وتوزع التركيب العرقي للقرية بنسبة 90.39% من البيض و0.76% من الأمريكيين الأفارقة و6.19% من الأمريكيين ذوي الأصول الآسيوية و1.01% من الأعراق الأخرى و1.64% من عرقين مختلطين أو أكثر و1.77% من الهسبانيون أو اللاتينيون من أي عرق.
بلغ عدد الأسر 265 أسرة كانت نسبة 35.5% منها لديها أطفال تحت سن الثامنة عشر تعيش معهم، وبلغت نسبة الأزواج القاطنين مع بعضهم البعض 81.5% من أصل المجموع الكلي للأسر، ونسبة 3.8% من الأسر كان لديها معيلات من الإناث دون وجود شريك، بينما كانت نسبة 3.8% من الأسر لديها معيلون من الذكور دون وجود شريكة وكانت نسبة 10.9% من غير العائلات. تألفت نسبة 8.7% من أصل جميع الأسر من عدة أفراد يعيشون في نفس المنزل ونسبة 7.5% كانت تتألف من شخص يعيش بمفرده يبلغ من العمر 65 عاماً أو أكثر. وبلغ متوسط حجم الأسرة المعيشية 2.98، أما متوسط حجم العائلات فبلغ 3.15.
بلغ العمر الوسطي للسكان 48.0 عاماً. وكانت نسبة 23.1% من القاطنين تحت سن الثامنة عشر، وكانت نسبة 7.6% بين الثامنة عشر والرابعة والعشرين عاماً، ونسبة 15.7% كانت واقعةً في الفئة العمرية ما بين الخامسة والعشرين والرابعة والأربعين عاماً، ونسبة 33.6% كانت ما بين الخامسة والأربعين والرابعة والستين، ونسبة 20% كانت ضمن فئة الخامسة والستين عاماً فما فوق. يوجد لكل 100 أنثى 95.3 ذكر، ويوجد لكل 100 أنثى في الثامنة عشر من عمرها فما فوق 92.4 ذكر.
بلغ متوسط دخل الأسرة في القرية 125,630 دولارًا، أما متوسط دخل العائلة فبلغ 137,962 دولارًا. وكان متوسط دخل الذكور 92,073 دولارًا مقابل 40,625 دولارًا للإناث. وسجل دخل الفرد الخاص بالقرية 63,242 دولارًا. وكانت نسبة 3.4% من العائلات ونسبة 3% من السكان تحت خط الفقر، وكان من هؤلاء نسبة 4.8% تحت سن الثامنة عشر ونسبة 4% في الخامسة والستين من العمر وما فوق.

### تعداد عام 2010
بلغ عدد سكان سادل روك 830 نسمة بحسب تعداد عام 2010، وبلغ عدد الأسر 267 أسرة وعدد العائلات 231 عائلة مقيمة في القرية. في حين سجلت الكثافة السكانية 1,202.9 نسمة لكل كيلومتر مربع (3,115.5/ميل2). وبلغ عدد الوحدات السكنية 280 وحدة بمتوسط كثافة قدره 405.8 لكل كيلومتر مربع (1,051.0/ميل2).
وتوزع التركيب العرقي للقرية بنسبة 90% من البيض و0.36% من الأمريكيين الأفارقة و6.51% من الأمريكيين ذوي الأصول الآسيوية و0.36% من الأعراق الأخرى و2.77% من عرقين مختلطين أو أكثر و1.69% من الهسبانيون أو اللاتينيون من أي عرق.
بلغ عدد الأسر 267 أسرة كانت نسبة 34.1% منها لديها أطفال تحت سن الثامنة عشر تعيش معهم، وبلغت نسبة الأزواج القاطنين مع بعضهم البعض 77.9% من أصل المجموع الكلي للأسر، ونسبة 4.5% من الأسر كان لديها معيلات من الإناث دون وجود شريك، بينما كانت نسبة 4.1% من الأسر لديها معيلون من الذكور دون وجود شريكة وكانت نسبة 13.5% من غير العائلات. تألفت نسبة 11.2% من أصل جميع الأسر من عدة أفراد يعيشون في نفس المنزل ونسبة 7.9% كانت تتألف من شخص يعيش بمفرده يبلغ من العمر 65 عاماً أو أكثر. وبلغ متوسط حجم الأسرة المعيشية 3.11، أما متوسط حجم العائلات فبلغ 3.37.
بلغ العمر الوسطي للسكان 45.4 عاماً. وكانت نسبة 28.2% من القاطنين تحت سن الثامنة عشر، وكانت نسبة 4.6% بين الثامنة عشر والرابعة والعشرين عاماً، ونسبة 16.7% كانت واقعةً في الفئة العمرية ما بين الخامسة والعشرين والرابعة والأربعين عاماً، ونسبة 28.7% كانت ما بين الخامسة والأربعين والرابعة والستين، ونسبة 21.8% كانت ضمن فئة الخامسة والستين عاماً فما فوق. وتوزع التركيب الجنسي للسكان بنسبة 51% ذكور و49% إناث.